# 安德罗斯专区
安德罗斯专区（希臘語：Περιφερειακή ενότητα Άνδρου），是希腊南愛琴大區的一个专区。专区范围为整个安德罗斯岛及周边小岛，首府为安德罗斯镇。专区面积为380平方公里，2021年人口数量为8,826人。

## 行政
在2011年卡利克拉提斯改革方案中，希腊所有州份被取消。基克拉泽斯州分为包括安德罗斯专区在内的9个专区。安德罗斯专区只包括一个市镇（括号内为地图中的数字）：
- 安德罗斯（1）